# Тейлор, Норман
Норман Уильям Тейлор (англ. Norman William Taylor; 15 апреля 1899, Йорк, Онтарио — 14 декабря 1980, Гуэлф, Онтарио) — канадский гребец, выступавший за сборную Канады по академической гребле в середине 1920-х годов. Серебряный призёр летних Олимпийских игр в Париже, победитель многих студенческих соревнований в составе команды Торонтского университета.

## Биография
Норман Тейлор родился 15 апреля 1899 года в городе Йорк (ныне входит в состав Торонто) провинции Онтарио, Канада.
Занимался академической греблей во время учёбы в Торонтском университете, состоял в местной университетской команде «Варсити Блюз», неоднократно принимал участие в различных студенческих соревнованиях.
Наивысшего успеха как спортсмен добился в сезоне 1924 года, когда вошёл в основной состав канадской национальной сборной и благодаря череде удачных выступлений удостоился права защищать честь страны на летних Олимпийских играх в Париже. В программе распашных рулевых восьмёрок вместе с гребцами Артуром Беллом, Робертом Хантером, Уильямом Лэнгфордом, Харольдом Литтлом, Джоном Смитом, Уорреном Снайдером, Уильямом Уоллесом и рулевым Айвором Кэмпбеллом на стадии полуфиналов пришёл к финишу вторым позади команды из Соединённых Штатов, собранной из студентов Йельского университета, и не смог отобраться в финал напрямую. Тем не менее, в дополнительном отборочном заезде канадцы обошли своих соперников из Аргентины, Австралии и Бельгии — тем самым всё же квалифицировались в финал. В решающем заезде участвовали действующие чемпионы Европы из Италии и победители последней Королевской регаты Хенли из Великобритании, но главными соперниками канадского экипажа вновь стали американцы — в итоге Норман Тейлор со своей командой финишировал вторым, уступив команде из США почти 16 секунд, и таким образом стал серебряным олимпийским призёром.
После парижской Олимпиады Тейлор больше не показывал сколько-нибудь значимых результатов в академической гребле на международном уровне.
Умер 14 декабря 1980 года в Гуэлфе в возрасте 81 года.